# Disphragis sabaria
Disphragis sabaria är en fjärilsart som beskrevs av William Schaus 1928. Disphragis sabaria ingår i släktet Disphragis och familjen tandspinnare. Inga underarter finns listade i Catalogue of Life.